# Djamel Eddine Chatal
Djamel Eddine Chettal (sinh ngày 23 tháng 5 năm 1992) là một cầu thủ bóng đá người Algérie thi đấu cho câu lạc bộ tại Giải bóng đá hạng nhất quốc gia Algérie USM Bel-Abbès. Anh chủ yếu thi đấu ở vị trí tiền vệ.

## Sự nghiệp câu lạc bộ
Vào tháng 7 năm 2014, Chettal ký bản hợp đồng 2 năm cùng với MO Béjaïa, gia nhập theo dạng cho mượn từ USM Alger.

## Danh hiệu

### Câu lạc bộ
USM Alger
- Giải bóng đá hạng nhất quốc gia Algérie (2): 2013-14, 2015-16
- Cúp bóng đá Algérie (1): 2013
- Siêu cúp bóng đá Algérie (1): 2013
- Cúp câu lạc bộ UAFA (1): 2013

MO Béjaïa
- Cúp bóng đá Algérie: 2015